# Ward (Arkansas)
Ward es una ciudad ubicada en el condado de Lonoke en el estado estadounidense de Arkansas. En el Censo de 2010 tenía una población de 2580 habitantes y una densidad poblacional de 240,38 personas por km².

## Geografía
Ward se encuentra ubicada en las coordenadas 35°0′47″N 91°57′27″O / 35.01306, -91.95750. Según la Oficina del Censo de los Estados Unidos, Ward tiene una superficie total de 10.73 km², de la cual 10.73 km² corresponden a tierra firme y (0%) 0 km² es agua.

## Demografía
Según el censo de 2010, había 2580 personas residiendo en Ward. La densidad de población era de 240,38 hab./km². De los 2580 habitantes, Ward estaba compuesto por el 97.33% blancos, el 0.19% eran afroamericanos, el 0.78% eran amerindios, el 0.39% eran asiáticos, el 0.16% eran de otras razas y el 1.16% pertenecían a dos o más razas. Del total de la población el 1.94% eran hispanos o latinos de cualquier raza.